# Frieden von Wien (1866)

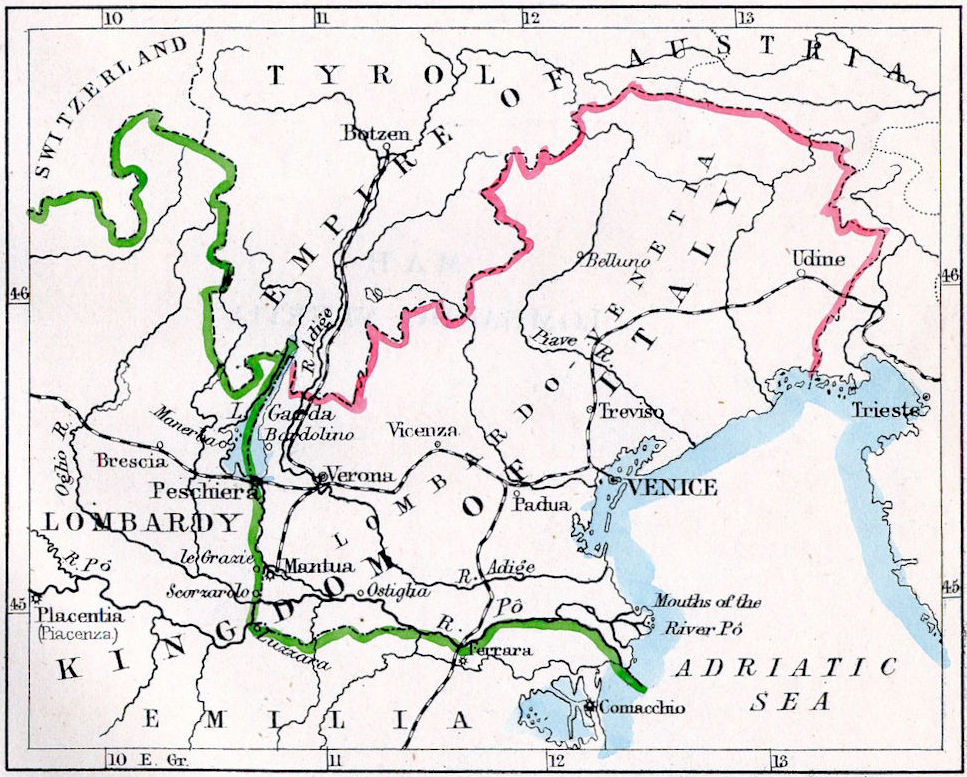
Umstrittenes Venetien 1866

Der Frieden von Wien wurde am 3. Oktober 1866 zwischen dem Kaisertum Österreich und dem Königreich Italien geschlossen. Der Friedensvertrag beendete den Dritten Italienischen Unabhängigkeitskrieg.
Am 20. Juni 1866 hatte Italien, gemäß dem Preußisch-Italienischen Allianzvertrag vom 8. April, an der Seite Preußens an Österreich den Krieg erklärt. Österreich musste somit einen Zweifrontenkrieg führen. Nach den Friedensschlüssen von Nikolsburg und Prag zwischen Preußen und Österreich verhandelten der österreichische General Karl Moering und der italienische General Genova Giovanni Thaon di Revel in Venedig über die Beendigung des Krieges in Oberitalien.
Da Bismarck keine österreichische Territorialabtretungen an Preußen forderte, war der Hauptpunkt die Abtretung Venetiens an Italien, das seine staatliche Einigung damit weitgehend vollenden konnte. Zu großen Schwierigkeiten kam es bei dem militärischen Teil des Vertrages, da die Überlassung der Festungen und die Ablösung des Materials Anlass zu Streitigkeiten gab. Das Land stand bereits unter italienischer Herrschaft, war auch schon abgetreten, aber die Festungen blieben noch in den Händen der Österreicher. So kam es in Verona und Chioggia zu Straßenschlachten gegen die österreichischen Truppen. Auf Wunsch des französischen Kaisers Napoléon III. stimmte die Bevölkerung darüber ab, ob sie zu Italien gehören wolle, und 671.757 Stimmen erklärten sich dafür, 69 dagegen, 366 Stimmen waren ungültig. Österreich räumte daraufhin alle Festungen und gab auch die Eiserne Krone der Lombardei zurück, die 1859 nach Wien gebracht worden war.
Der endgültige Vertrag wurde dann am 3. Oktober 1866 in Wien unterzeichnet und am 12. Oktober 1866 ratifiziert.

## Fundstelle
- Friedens-Tractat zwischen Seiner k. k. Apostolischen Majestät und Seiner Majestät dem Könige von Italien, RGBl 116/1866 (Digitalisat via Österreichische Nationalbibliothek)